# Killed by Death (Buffy the Vampire Slayer)
Kill By Death es el decimoctavo episodio de la segunda temporada de la serie de televisión estadounidense Buffy, la cazavampiros. La narración sigue a Buffy que después de estar ingresada en el hospital por un resfriado, rescata a varios niños fébriles de Der Kindeston, un demonio que resulta que mató a su prima cuando era más pequeña, hecho que le hizo tener fobia a los hospitales.

## Argumento
Buffy está cazando en el cementerio acompañada por Xander, Willow y Cordelia. Está enferma y cuando deciden irse a casa aparece Angelus. Se encuentra muy débil y cuando el vampiro está a punto de morderla Xander logra alejarlo con una cruz. Buffy cae inconsciente. En el Hospital creen que Buffy delira al hablar de que tiene que ir a matar vampiros. Giles también está allí y Joyce le agradece el interés que tiene por su hija: Buffy tiene miedo a los hospitales desde que vio a su prima morir en uno cuando eran pequeñas.
El grupo se va a casa mientras Xander se queda cerca para proteger a Buffy en caso de que Angelus aparezca. Esa noche, todavía delirando por la fiebre, Buffy ve a un niño en su puerta. Cuando se marcha, Buffy ve a un demonio tras él, vestido de negro y con sombrero, con dedos largos y puntiagudos. Buffy se levanta de la cama y los sigue. Recuerda cuando era niña y se aproximó a una cama detrás de una cortina. Se despierta sobresaltada y camina por el pasillo del hospital. Se detiene ante una puerta de la que saca el cuerpo de una niña. Escucha la conversación entre un médico y una enfermera en la que hablan sobre un experimento con los niños. En esa habitación está el niño que Buffy vio en el pasillo, quien le dice que la muerte viene a por ellos y los mayores no pueden verla.
Mientras tanto, Angelus entra al hospital llevando unas flores para Buffy. Xander lo detiene y lo reta, pero éste simplemente le dice que está celoso por lo que pasó entre ellos y se marcha. Xander quiere quedarse en el hospital por si Angelus reaparece. Cordelia está molesta pero decide acompañarle.
Buffy cuenta a la pandilla lo sucedido y deciden investigar. Giles y Willow tienen la teoría de los experimentos con los niños se deben al Dr. Backer, pero Buffy ve cómo el doctor es atacado por una fuerza invisible. Una vez descartado el principal sospechoso, Buffy les entrega un dibujo que el niño, Ryan, hizo del demonio. Joyce llega con la buena noticia de que Buffy ya puede marcharse a casa, pero ella le dice que todavía no se encuentra bien.
En la oficina del Dr. Backer Willow encuentra los informes: al parecer estaba incubando en los niños el mismo virus que tienen para aumentar la fiebre. De acuerdo con los informes, el proceso empezaba a dar resultado: Backer estaba ayudando a los niños. En la biblioteca, Cordelia encuentra en la portada de un libro el demonio que Ryan dibujó. Llama a Buffy y le cuenta que el demonio se llama Kindestod. Giles le dice a Buffy que Kindestod mata a sus víctimas sentándose sobre ellas y les succiona la vida.
Buffy entonces tiene otro recuerdo de su niñez. De niña entró en un cuarto y abrió las cortinas, descubriendo a su prima Celia gritando con sus manos hacia arriba, como si estuviera tratando de quitarse a alguien de encima: su prima fue asesinada por Kindestod. Tras colgar el teléfono, Buffy se da cuenta de que el único momento en el que puede ver a Kindestod es cuando está afectada por la fiebre. Willow y Buffy entran de nuevo a la oficina de Backer. Willow diluye el virus de la gripe en agua para que Buffy lo tome.
Cuando van al cuarto de los niños, éstos ya no están allí. Ve al demonio saliendo por una puerta que da acceso al sótano. La enfermera trata de enviar a Buffy a su habitación y Willow la entretiene para que escape. Buffy encuentra a Xander y ambos bajan al sótano. Kindestod tiene a Ryan en el suelo y el resto de niños, asustados, están gritando. Buffy lucha contra el demonio y acaba con él.
Al día siguiente en la habitación de Buffy, Xander y Willow le hacen compañía mientras se recupera. Joyce lleva una carta de Ryan para su hija: es un dibujo de Buffy sobre el cuerpo de Kindestod, que tiene el cuello roto y sangra.

## Reparto

### Personajes principales
- Sarah Michelle Gellar como Buffy Summers.
- Nicholas Brendon como Xander Harris.
- Alyson Hannigan como Willow Rosenberg.
- Charisma Carpenter como Cordelia Chase.
- David Boreanaz como Angelus.
- Anthony Stewart Head como Rupert Giles.

### Apariciones especiales
- Kristine Sutherland como Joyce Summers
- Richard Herd como Dr. Stanley Backer
- Willie Garson como Guardia de Seguridad.
- Andrew Ducote como Ryan.
- Juanita Jennings as Dr. Wilkinson

### Personajes secundarios
- Robert Munic como Interno.
- Mimi Paley como Pequeña Buffy.
- Denise Johnson como Celia.
- James Jude Courtney como Der Kindestod.

## Producción

### Inspiración
Joss Whedon concibió él mismo el diseño del monstruo del episodio, Der Kidesto, y se inspiró para ello a la vez, de Freddy Krueger, Nosferatu y los duendes. Quiso jugar con los miedos infantiles, y sobre todo el miedo de todo lo que representa la vejez, dando un aspecto de anciano al monstruo, de la misma manera buscó la inspiración en los Cuentos de los hermanos Grimm.
Este guion se planeó originalmente como un episodio de la primera temporada, y luego un episodio antes de que Ángel se volviera malvado. Se convirtió en su forma aireada.

## Continuidad
Este episodio rompe algo con la continuidad de la temporada, solo apareciendo en la primera parte Angelus.